# Giovanni Antonio Orsini del Balzo
(Benedetto Croce, Aneddoti di varia letteratura, vol. 1, Bari, Laterza, 1953, p. 77)
Giovanni Antonio Orsini del Balzo, detto Giannantonio (Lecce, 9 settembre 1401 – Altamura, 15 novembre 1463), è stato un nobile e condottiero italiano.
Fu principe di Taranto, duca di Bari, conte di Acerra, Conversano, Lecce, Matera, Soleto e Ugento, signore di Altamura e Oria, e gran connestabile del Regno di Napoli.

## Biografia

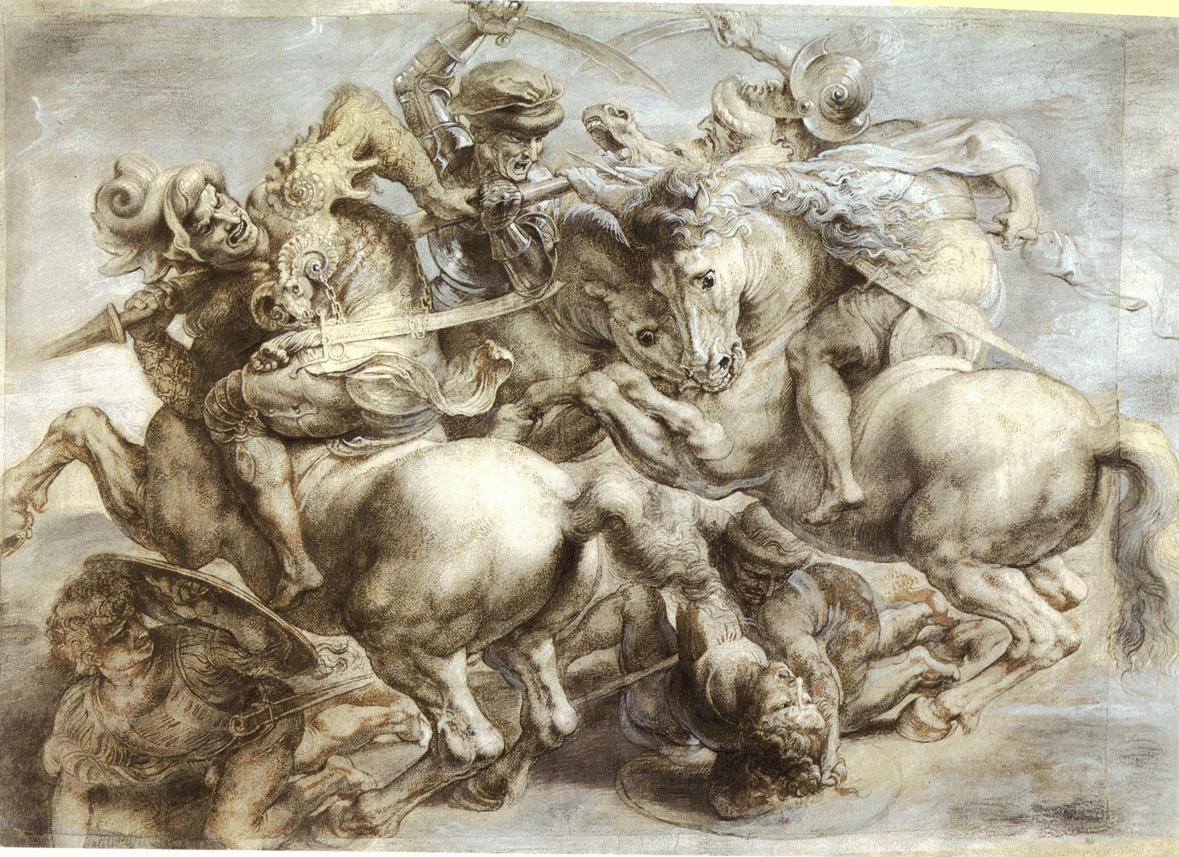
Copia di Peter Paul Rubens della Battaglia di Anghiari di Leonardo da Vinci. Sono raffigurati da sinistra verso destra Francesco Piccinino, Niccolò Piccinino, Ludovico Trevisan e Giovanni Antonio Orsini del Balzo

Alla morte del padre Raimondo Orsini del Balzo, avvenuta nel 1406, non subentrò subito nella successione, in quanto la madre Maria d'Enghien si risposò l'anno seguente (1407) con il re del Regno di Napoli Ladislao d'Angiò-Durazzo, che requisì i possedimenti. Le sue nozze con Maria d'Angiò-Valois, figlia di Luigi II, non vennero più celebrate per motivi di alleanze politiche. Sposò nel 1417 una nipote di papa Martino V, Anna Colonna, figlia di Lorenzo Onofrio Colonna, conte di Albe, della linea di Genazzano. A sua moglie assegnò il feudo di Ceglie del Gualdo (l'odierna Ceglie Messapica).
Con la rinuncia di Giacomo II di Borbone-La Marche del 1420, a Giannantonio venne assegnato per meriti politici il principato di Taranto: l'investitura ufficiale da parte della regina Giovanna II d'Angiò-Durazzo avvenne il 4 maggio 1421. Egli divenne così il più potente feudatario del Regno: il territorio sotto il suo controllo comprendeva 7 arcivescovadi, 30 vescovadi ed oltre 300 castelli e poteva spostarsi da Napoli a Taranto rimanendo sempre sui propri territori.
Ebbe molta importanza a corte, venendo poi coinvolto nelle lotte dinastiche tra la regina Giovanna II, sorella maggiore di Ladislao, che gli fu ostile, ed Alfonso V d'Aragona, che appoggiò contro Luigi III d'Angiò-Valois; dopo l'ascesa al trono di Alfonso vide accrescere la sua potenza con la nomina a gran connestabile del Regno e a duca di Bari.
Alla morte di Alfonso tuttavia si ritirò a Taranto. Qui fu a capo di una ribellione di baroni ostili al nuovo re Ferrante d'Aragona, figlio del defunto Alfonso, che era pure suo nipote acquisito, in favore di Giovanni d'Angiò-Valois, figlio di Renato (1459). Sconfitto dopo alterne vicende, si riconciliò con Ferrante, ma morì nel castello di Altamura nel 1463, strangolato da un certo Paolo Tricarico, forse sicario del re. Alla sua morte la moglie Anna Colonna se ne tornò a Genazzano. Il re Ferrante, per la buona amministrazione esercitata, permise che ella mantenesse il feudo di Ceglie del Gualdo sino alla sua morte, avvenuta nel 1469. Erroneamente, purtroppo, si credeva che Anna Colonna si fosse portata da Taranto a Soleto con un seguito di 14 donzelle e 60 cavalieri, come scrive Elisio Calenzio in una sua lettera.
Non avendo figli legittimi, nominò erede del principato la nipote Isabella, figlia della sorella Caterina e di Tristano di Chiaromonte, la quale aveva sposato nel 1444 Ferrante d'Aragona, futuro sovrano del Regno di Napoli. Il suo principato fu quindi incamerato nel demanio regio.

## Ascendenza
|                                   |                     |                       | Genitori               |  |  | Nonni |  |  | Bisnonni       |  |  | Trisnonni     |  |
|                                   |                     |                       |                        |  |  |       |  |  | Roberto Orsini |  |  | Romano Orsini |  |
|                                   |                     |                       |                        |  |  |       |  |  | Roberto Orsini |  |  | Romano Orsini |  |
|                                   |                     | Anastasia di Monforte |                        |  |  |       |  |  | Roberto Orsini |  |  |               |  |
| Nicola Orsini                     |                     |                       |                        |  |  |       |  |  | Roberto Orsini |  |  |               |  |
|                                   |                     | Sveva del Balzo       | Ugone del Balzo        |  |  |       |  |  |                |  |  |               |  |
|                                   |                     | Sveva del Balzo       | Ugone del Balzo        |  |  |       |  |  |                |  |  |               |  |
|                                   |                     | Sveva del Balzo       | Jacopa della Marra     |  |  |       |  |  |                |  |  |               |  |
| Raimondo Orsini del Balzo         |                     | Sveva del Balzo       |                        |  |  |       |  |  |                |  |  |               |  |
|                                   |                     | Guglielmo di Sabrano  | Ermingano di Sabrano   |  |  |       |  |  |                |  |  |               |  |
|                                   |                     | Guglielmo di Sabrano  | Ermingano di Sabrano   |  |  |       |  |  |                |  |  |               |  |
|                                   |                     | Guglielmo di Sabrano  | Alistasia del Balzo    |  |  |       |  |  |                |  |  |               |  |
| Giovanna di Sabrano               |                     | Guglielmo di Sabrano  |                        |  |  |       |  |  |                |  |  |               |  |
|                                   |                     | Roberta di Sangiorgio | Berardo di Sangiorgio  |  |  |       |  |  |                |  |  |               |  |
|                                   |                     | Roberta di Sangiorgio | Berardo di Sangiorgio  |  |  |       |  |  |                |  |  |               |  |
|                                   |                     | Roberta di Sangiorgio | Isabella Maletta       |  |  |       |  |  |                |  |  |               |  |
| Giovanni Antonio Orsini del Balzo |                     | Roberta di Sangiorgio |                        |  |  |       |  |  |                |  |  |               |  |
|                                   | Gualtieri d'Enghien | ?                     |                        |  |  |       |  |  |                |  |  |               |  |
|                                   | Gualtieri d'Enghien | ?                     |                        |  |  |       |  |  |                |  |  |               |  |
|                                   | Gualtieri d'Enghien | ?                     |                        |  |  |       |  |  |                |  |  |               |  |
| Giovanni d'Enghien                | Gualtieri d'Enghien |                       |                        |  |  |       |  |  |                |  |  |               |  |
|                                   |                     | Isabella di Brienne   | Gualtieri V di Brienne |  |  |       |  |  |                |  |  |               |  |
|                                   |                     | Isabella di Brienne   | Gualtieri V di Brienne |  |  |       |  |  |                |  |  |               |  |
|                                   |                     | Isabella di Brienne   | Giovanna di Châtillon  |  |  |       |  |  |                |  |  |               |  |
| Maria d'Enghien                   |                     | Isabella di Brienne   |                        |  |  |       |  |  |                |  |  |               |  |
|                                   |                     | Bertrando del Balzo   | Berteraimo del Balzo   |  |  |       |  |  |                |  |  |               |  |
|                                   |                     | Bertrando del Balzo   | Berteraimo del Balzo   |  |  |       |  |  |                |  |  |               |  |
|                                   |                     | Bertrando del Balzo   | ?                      |  |  |       |  |  |                |  |  |               |  |
| Sancia del Balzo                  |                     | Bertrando del Balzo   |                        |  |  |       |  |  |                |  |  |               |  |
|                                   |                     | Margherita d'Alneto   | Roberto d'Alneto       |  |  |       |  |  |                |  |  |               |  |
|                                   |                     | Margherita d'Alneto   | Roberto d'Alneto       |  |  |       |  |  |                |  |  |               |  |
|                                   |                     | Margherita d'Alneto   | ?                      |  |  |       |  |  |                |  |  |               |  |
|                                   |                     | Margherita d'Alneto   |                        |  |  |       |  |  |                |  |  |               |  |

## Discendenza
Giovanni Antonio Orsini del Balzo aveva sposato nel 1417 Anna Colonna, figlia di Lorenzo Onofrio Colonna, conte di Albe, della linea di Genazzano, dalla quale non ebbe figli. Ebbe però da relazioni extraconiugali la seguente progenie illegittima:
1. Caterina, contessa di Conversano e signora di Bitetto, Casamassima, Gioia del Colle, Noci e Turi. Sposò nel 1456 Giulio Antonio I Acquaviva d'Aragona, 7º duca di Atri;
2. Maria Conquesta († post 1487), contessa di Ugento e signora di Castro e Nardò. Sposò Anghilberto del Balzo, 1º duca di Nardò e conte di Tricase;
3. Eleonora, sposò in seconde nozze Antonio Centelles, figlio primogenito ed omonimo di Antonio Centelles, conte di Catanzaro;
4. Francesca, sposò Giacomo Sanseverino, conte di Saponara;
5. Bertoldo († post 1488), conte di Lecce, barone di Salice e signore di Carovigno e Guagnano.